# Hic sunt dracones

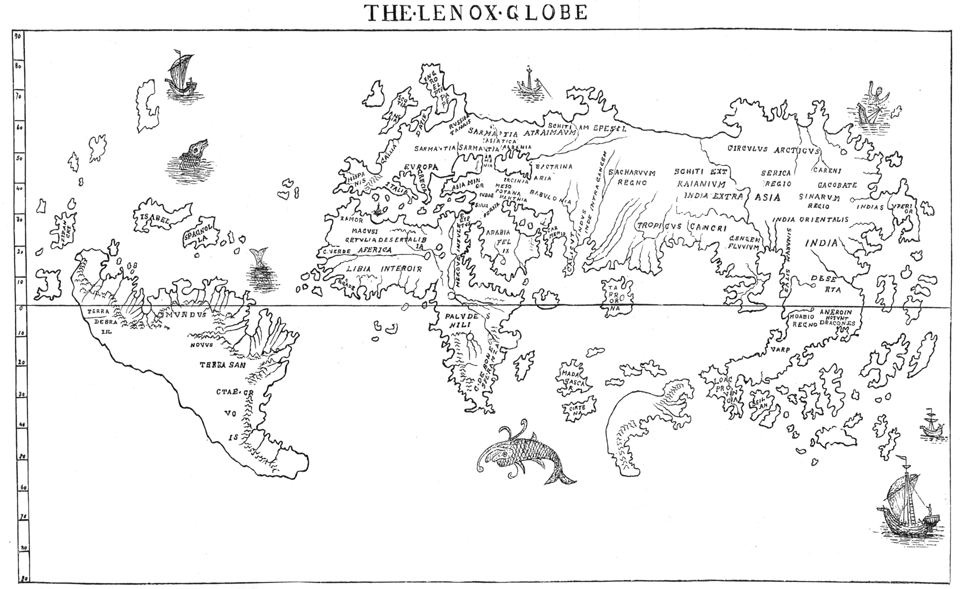
El Globo de Hunt-Lenox: La inscripción aparece en la costa del sudeste asiático

«Aquí hay dragones» es una frase utilizada en mapas antiguos para referirse a territorios inexplorados o peligrosos, de acuerdo a la práctica medieval de poner serpientes marinas y otras criaturas mitológicas en los mapas de zonas desconocidas.
Esta expresión proviene de la inscripción latina «HC SVNT DRACONES» (es decir, hic sunt dracones, 'aquí hay dragones'), escrita en el Globo de Hunt-Lenox (1503–1507). Mapas anteriores contienen una gran variedad de referencias a criaturas míticas y reales, pero el mapamundi de Lenox es especialmente conocido por contener esta indicación.
Aparece alrededor de la costa oriental de Asia y podría estar relacionada con los dragones de Komodo, de apariencia similar al animal legendario, que habita en algunas islas de Indonesia.

## Cultura popular
Obras que hacen referencia a la frase del Globo de Hunt-Lenox:
- Aquí hay dragones (Here Be Dragons), novela histórica de Sharon Kay Penman, publicada en 1985.[4]
- Aquí hay dragones (2006), álbum de la banda española Grupo Salvaje.[5]
- Here, There Be Dragons, novela fantástica de James A. Owen, publicada en 2008.[6]
- Aquí hay dragones, una introducción al pensamiento crítico, documental de Brian Dunning de 2008.[7]
- En el videojuego Grand Theft Auto: Chinatown Wars, al alejarse de la ciudad e irse por el océano sale la frase "Aquí hay dragones".
- En el videojuego The Witcher 3: Wild Hunt, al llegar al límite del mundo sale el mensaje "Has llegado al fin del mundo, Aquí hay dragones".
- La canción "Home of Fadeless Splendour" de la agrupación británica Cardiacs, perteneciente a su álbum Heaven Born and Ever Brigth, inicia con la frase “There be dragons”.
- Encontrarás dragones, película de 2011 escrita y dirigida por el director británico Roland Joffé.
- Hic sunt dracones: cuentos imposibles, título de la recopìlación de cuentos de Tim Pratt publicada en castellano en 2013.
- La frase se menciona en Teodoro Malventura y los parásitos de Alse-V, novela de Albert Kadmon publicada en 2016.
- El episodio 11 de la segunda temporada de la serie de televisión The Expanse se titula "Here There Be Dragons" (2017).
- En 2018, como spin-off de Todopoderosos, nace el podcast Aquí hay dragones,[8] haciendo alusión a esta frase.
- El álbum de 2020 Hemen Herensugeak Daude, del grupo vasco Liher, hace referencia a la frase.
- En el DLC Acuatics del videojuego Stellaris hay un nuevo origen llamado "Aquí hay dragones", haciendo referencia a esta frase de forma literal, ya que hay un dragón viviendo en el sistema inicial.
- En el universo de la Fundación SCP, el mensaje Aquí hay dragones estaba escrito con marcador en el SCP-1762. Actualmente lleva escrito Aquí había dragones.
- Existe un podcast llamado Aquí hay dragones, de Arturo González-Campos, Juan Gómez-Jurado, Javier Cansado y Rodrigo Cortés.[9]